# Idioma naolano
El naolano es una lengua indígena que se habló en la región del municipio tamaulipeco de Tula, en México. El idioma se extinguió a principios del siglo XX, pero es conocido porque, cuando ya estaba moribundo, Roberto Weitlaner recopiló una lista de 48 palabras y frases de varios informantes ancianos semihablantes que recordaban algunas expresiones.
Se cree que el naolano fue la lengua originaria de los pisones. A pesar de múltiples intentos por compararla con otras lenguas, no ha podido vincularse claramente con ninguna familia lingüística conocida, debido tanto a su singularidad como a la escasez de datos. Algunas palabras muestran influencias del español y de idiomas de pueblos vecinos, señal de los muchos contactos históricos que la comunidad mantuvo.
Gran parte del vocabulario parece reflejar estructuras propias y una identidad lingüística distinta. Desafortunadamente, el idioma dejó de ser usado como lengua de comunicación grupal durante la primera mitad del siglo XX, por lo que ya no existen más registros. No obstante, Morris Swadesh propuso una relación entre el naolano y el tónkawa.

## Clasificación lingüística
Weitlaner hizo comparaciones con las lenguas hokanas, las lenguas otomangueanas y algunas lenguas de América del Sur encontrando un puñado de coincidencias con ellas, sin que pareciera especialmente cercana a ningún otro grupo de lenguas. Posteriormente, Weitlaner consideró que estaba emparentado con las lenguas yutoaztecas.
William Bright (1955) consideró un parentesco con el coahuilteco, en particular consideró que podía tratarse del tamaulipeco o del janambre, hipótesis descartadas. Finalmente, Swadesh (1968) lo asoció al tónkawa, aunque sin suficientes evidencias concluyentes al respecto.
De las palabras de la lista de Weitlaner, seis de ellas son claramente préstamos del español, otras cinco son préstamos de otras lenguas y otras cuatro podrían ser también préstamos; esto deja poco material con el que comparar por lo que Campbell (1979, 1997) concluye que lo más apropiado es considerar el naolano como lengua no clasificada.

## Descripción lingüística

### Fonología
Los registros lingüísticos del naolano permiten inferir una fonología rica y estructurada, aunque incompleta. La lengua distingue fonémicamente la longitud vocálica, marcada mediante un macrón suscrito, como en yu̱hu ‘ojo’, wi̱xi ‘tortilla’ y tu̱pil ‘panal’, lo que indica que la duración de las vocales era contrastiva. Se observan al menos cinco vocales básicas (a, e, i, o, u), todas capaces de presentarse en forma breve o larga. Además, parece poseer un sistema tonal.
En cuanto a las consonantes, en el corpus documentado se encuentran: b, ch, g, h, j, k, kw, l, m, n, p, r, s, t, v, w, x, y. Llama la atención la presencia de las africadas y fricativas palatales /t͡ʃ/, transcrita como ⟨ch⟩, y /ʃ/, transcrita como ⟨x⟩, que aparecen de manera consistente en numerosos términos y desempeñan un papel fonémico contrastivo. No hay un contraste claro entre ⟨l⟩ y ⟨r⟩, aunque la segunda aparece solamente en un préstamo, al igual que ⟨g⟩. Asimismo, se presenta evidencia de una fricativa bilabial sonora /β/, transcrita como ⟨v⟩, que sugiere la existencia de una oposición entre sonidos oclusivos y fricativos bilabiales. Por otra parte, la letra ⟨j⟩ aparece frecuentemente y por su distribución parece corresponder a una velar sorda /x/, mientras que la ⟨y⟩ corresponde al fonema semiconsonante /j/.
La mayoría de las formas sugieren sílabas abiertas predominantes, y una posible preferencia por estructuras CV, aunque también se atestiguan sílabas cerradas y formas más complejas. En conjunto, el naolano presenta una fonología con elementos típicos de lenguas mesoamericanas, con vocales contrastivas en duración, consonantes palatales y labiovelarizadas, y un sistema fonológico distintivo y articulado, aun sin poder ser descifrado completamente.

### Gramática
En el plano nominal, uno de los fenómenos más consistentes del naolano es el uso sistemático de la partícula ma en sustantivos, especialmente en aquellos relacionados con objetos cotidianos, alimentos y animales: ma xpa̱ke̱ ‘aguamiel’, ma ka̱so ‘quiote’, ma bo̱kam ‘coyote’, ma ka̱xta ‘gallina’, entre muchos otros. Esta partícula podría funcionar como determinante general, aunque la distinción no puede establecerse con certeza en todos los contextos. No obstante, las partes del cuerpo también suelen llevar la partícula mi.
La sintaxis observable en el corpus refleja un orden flexible pero con patrones regulares. Las oraciones imperativas, como tatachú mí̱ ‘dame agua’ o satachu ma̱ val ‘dame un cigarro’, presentan el verbo en posición inicial, seguido del objeto directo, lo que sugiere un orden verbo-objeto, característico de lenguas de tipo VSO o VOS. En expresiones afirmativas como a̱ja, jas no̱kwil ‘sí, sé chupar’ o jotuní wá̱na ‘gracias, estoy bien’, el sujeto parece omitirse, con un verbo o predicado inicial seguido de un complemento. También se observa la existencia de predicados complejos. Por ejemplo, en waxnan ma si̱lam ‘está una víbora chillando’, la forma verbal waxnan va seguida de un sustantivo que parece actuar como sujeto léxico o tema, y no al revés, lo que refuerza un posible orden verbo-sujeto.

## Comparación léxica
La siguiente tabla contiene el vocabulario del naolano recopilado por Weitlaner en la localidad de Nahola, según la pronunciación de Román Rochas, Procopio Medrano Silva, Febronio Sáenz, María Hernández y Mariano Sáenz:
| Español               | Naolano                                       |
| --------------------- | --------------------------------------------- |
| agua                  | mi / mí̱                                       |
| aguamiel              | ma xpa̱ke̱ / ma xkape                           |
| araña                 | granya                                        |
| balido de la borrega  | sána va wichi                                 |
| borrega               | ma galena                                     |
| borrego               | ma kale̱na / ma kanel                          |
| buenos días           | nyó̱ke / noike / jomene puteis / jonene puteis |
| caballo               | ma kayo                                       |
| calabaza de castilla  | ma só ná / ma sóna                            |
| calabaza de la tierra | má sá mò̱ná                                    |
| carne (de venado)     | ma na̱me / ma náme                             |
| cochino               | mo̱lan / mo̱lam / mó̱lan                         |
| conejo                | ma kuyóam / ma kuyón / ma kuyo                |
| coyote                | ma bo̱kam / ma bo̱kan                           |
| gallina               | ma ka̱xta / ma kaxte / ma kasta                |
| gallo                 | ma kalayo                                     |
| gracias, estoy bien   | jotuní wá̱na                                   |
| lagartija             | ma na̱ xi̱l / ma nachi / ma naketal / ma lachil |
| león                  | ma̱ chitun ma kapal                            |
| maguey                | ma namuléa / ma muléa                         |
| maíz                  | ma sú̱ná                                       |
| mañana                | aja chu wana                                  |
| mi ojo                | mi yu̱hu / ma yoho                             |
| mi oreja              | mi ko̱l / ma ko̱l                               |
| mis dos orejas        | mi ma̱ kwil / ma kwil                          |
| muchacho              | ma̱ muxilachi / ma chichilache                 |
| panal                 | ma tu̱pil / tu̱pil                              |
| panal de huariche     | ma paján                                      |
| panal huaricho        | ma pajam                                      |
| qué pasa              | chopajo / chupájo                             |
| quiote                | ma ka̱so                                       |
| rata                  | ma so̱che / ma sóche                           |
| sí                    | a̱ja                                           |
| tortilla              | ma wi̱xi / ma wixi                             |
| venado                | ma na̱me̱l / el amel                            |
| zorra                 | má̱yo                                          |

## Frases de ejemplo
Tatachú ma wi̱xi, tatachú mí̱.
'Dame una tortilla, dame agua'.
¡Kwajano kane ma kwanso!
'¡Qué bonita mujer!'
¿Jotas no̱kwil? A̱ja, jas no̱kwil.
'¿Sabes chupar? Sí, sé chupar'.
Kosúsame̱uwampa vi̱tó̱ya.
'Mañana me voy al picacho'.
¿Jome tuni wána?
'¿Cómo está (tu hermana)?'
Waxnan ma si̱lam.
'Está una víbora chillando'.